# Kazahstan
Kazahstan ili Kazakstan (kazaški: Қазақстан, latinično Qazaqstan; ruski: Казахста́н), službeno Republika Kazahstan, država u središnjoj Aziji. Površinom je deveta zemlja na svijetu (najveća neobalna), no veći dio teritorija čini slabo naseljena stepa. Na zapadu izlazi na Kaspijsko jezero. Graniči na sjeveru s Rusijom, na istoku s Kinom te na jugu s Kirgistanom, Uzbekistanom i Turkmenistanom.

## Ime
Jedno od imena države je Republika Kazakstan, od etnonima Kazak. Nakon što zemlju osvajaju Rusi, dolazi do pojave forme Kazah jer Kazak (ruski izgovor imena Kozak) već označuje drugu skupinu ljudi. Hrvatski atlasi iz 1930-ih navodili su Kazašku SSR pod imenom Kozačka republika.

## Zemljopis
Kazahstan je veličinom od oko 2.717.300 km² deveta zemlja po površini na svijetu, a prva po po površini bez izlaska na more. Smješten je oko sredine Euroazije i na jugozapadu izlazi na Kaspijsko jezero.
Kazahstan se dijeli na 14 oblasti i tri grada od posebnog državnog značaja. Glavni grad Kazahstana je Astana. Astana je drugi po veličini grad u Kazahstanu (gotovo 600.000 stanovnika), a glavnim gradom
postao je 1997. godine, dekretom kontroverznog predsjednika Nursultana Nazarbajeva, umjesto Almatija (Alma Ate).
Reljef Kazahstana je raznolik. Na zapadu dominiraju nizine koje prema istoku prelaze u brežuljkasta i brdovita područja. Na krajnjem istoku zemlje nalaze se ogranci planinskih lanaca Altaja, Alataua, Karataua i Tien Šana u kojem se nalazi najviši vrh zemlje, 7010 m visoki Kan Tengri (na krajnjem jugoistoku zemlje na granici s Kirgistanom). U Kazahstanu se nalazi velik broj jezera, među kojima se veličinom ističu Aralsko na granici s Uzbekistanom, i Balhaško jezero.
U Kazahstanu postoji 10 nacionalnih parkova.

## Stanovništvo
Većinu stanovništva čine Kazasi, čiji jezik pripada turkijskoj skupini. Druga najveća etnička grupa su Rusi. Ruski jezik je u širokoj uporabi, iako od neovisnosti vlasti potiču širenje kazaškog. 
- Kazasi (63,1 %)[4]
- Rusi (23,7 %)
- Uzbeci (2,9 %)
- Ukrajinci (2,1 %)
- Ujguri (1,4 %)
- Tatari (1,3 %)
- Nijemci (1,1 %)

## Povijest
Prostor današnje države naseljen je još od vremena kamenog doba. Smatra se da je u kazaškim stepama čovjek prvi put pripitomio konja, te da su ravnice odgovarale stočarskom načinu života. Između 500 pr. Kr. i 500. g. prostor je bio dom dvaju nomadskih ratničkih kultura: Saka i Huna. Kazahstan je najveća zemlja u potpunosti u sastavu Euroazijske stepe, te je bio raskrižje značajnih puteva i dom različitih naroda tijekom povijesti, koji su na ovim prostorima formirali mnoge države i carstva poput Kazaškoga Kanata. Od 18. do 20. stoljeća, nalazio se u sastavu Ruskoga Carstva, a kasnije i u Sovjetskom Savezu. Republika Kazahstan postoji od 1991. godine.

## Religija
Prema popisu iz 2009, 70% populacije čine muslimani, 26% kršćani, 0.1% budisti, 0.2% ostali (uglavnom židovi), i 3% stanovništva je nereligiozno, dok je 0.5% nije dalo odgovor. Prema ustavu Kazahstan je sekularna država. Islam je najveća religija u Kazahstanu, koju prati ortodoksno kršćanstvo. Muslimansku većinu čine etnički Kazasi, koji sami čine 60% od ukupne populacije, uz etničke Uzbeke, Ujgure i Tatare. Jedna četvrtina populacije prakticira rusku ortodoksnu religiju, uključujući Ruse, Ukrajince i Bjeloruse. Druge kršćanske skupine čine Rimokatolici i Protestanti.

## Gospodarstvo
Nakon tranzicijske gospodarske krize 1990-ih, analogne onima u drugim post-komunističkim zemljama, Kazahstan doživljava gospodarski preporod utemeljen na iskorištavanju nalazišta nafte. Zemlja ima i jaki poljoprivredni sektor. BDP je u 2003. bio 6.300 USD po glavi stanovnika mjereno po PPP-u.
U Kazahstanu se nalazi kozmodrom Bajkonur, središte sovjetskog svemirskog programa, iznajmljen Rusiji do 2050. godine. 

## Sport
U Kazahstanu najpopularniji sport je nogomet. Uz nogomet popularan je hokej na ledu i biciklizam. Kazahstanski boksači osvajači su brojnih medalja na olimpijskim igrama (zlatne medalje npr. Bakhtiyar Artayev, Vassiliy Jirov, Yermakhan Ibraimov, Ilja Ilin, Bakhyt Sarsekbayev, Bekzat Sattarkhanov).
Vladimir Smirnov kazački je osvajač brojnih olimpijskih i ostalih medalja u skijaškom trčanju. Kazahstan je jedna od nekoliko zemalja čija se nacionalna vrsta natječe na Svjetskim prvenstvima u bendiju. U Kazahstanu su popularni i konjički sportovi.

## Vanjske poveznice
Sestrinski projekti
|  | Zajednički poslužitelj ima stranicu o temi Kazahstan    |
|  | Zajednički poslužitelj ima još gradiva o temi Kazahstan |
|  | Wječnik ima rječničku natuknicu Kazahstan               |